# Erich Schirhuber
Erich Schirhuber (* 22. August 1955 in Bad Vöslau) ist ein österreichischer Autor und Bibliothekar.

## Leben und Werk
Erich Schirhuber studierte Germanistik Theaterwissenschaft an der Universität Wien und wurde 1983 mit einer Dissertation über Thomas Bernhard bei Wendelin Schmidt-Dengler promoviert. Ab 1983 arbeitete er bei den Büchereien Wien, seit 1999 als Lektoratsleiter.
Seit 2012 ist er mit Nadja Rösner-Krisch (Inhaberin der Edition Roesner) verheiratet. Seit 2020 lebt er in Baden bei Wien.   Er arbeitet oder arbeitete als Journalist, Redakteur und Literaturkritiker in diversen Verlagen sowie als Lehrbeauftragter an Fachhochschulen und Universitäten. Er kann Veröffentlichungen in Zeitungen, Zeitschriften und Anthologien in Österreich, Deutschland, der Schweiz, Belgien und – in Übersetzung – in Italien und Ungarn aufweisen. Mitglied des Österreichischen P.E.N.-Clubs und des Literaturkreises Podium Neulengbach.
Herausgeber der literaturwissenschaftlichen Reihe tranScript in der EDITION ROESNER.

## Veröffentlichungen
- Verfremdete Authentizität. Studien zum Werk Thomas Bernhards. Universität Wien, Dissertation 1983.
- Die Pfeife geputzt. Gedichte. Wien 1995. 3-9010441-09-8
- De Anterln fan Diaknschanzbark. Gedichte im Wiener Dialekt. Krems 1996. ISBN 3-900959-75-7.
- Versuche zu Heimaten. Gedichte. Krems, Wien 2000. ISBN 3-900860-04-1.
- (Hrsg.): Rudolf Kraus: Literatur-Vade me cum. Ein literaturkritischer Streifzug durch die österreichische Literaturlandschaft von den 1990er Jahren bis heute. Mit einem Vorwort von Erich Schirhuber und Zeichnungen von Kurt Giovanni Schönthaler. Maria Enzersdorf 2006. ISBN 3-902300-31-0.
- mit Edith Waclavicek (Hrsg.): Menschen und Bibliotheken. Kosmos einer Institution. Interdisziplinäres und Kontemplatives aus Literatur, Wissenschaft und Kunst.  Wien 2007. ISBN 978-3-902498-12-0.
- Zum Beispiel im Süden. Lyrische Texte aus Europa. Mödling 2010. ISBN 978-3-902300-55-3.
- Im Herbst fast weiß. Lyrische Texte. Mödling 2011. ISBN 978-3-902300-57-7.
- mit Nadja Rösner-Krisch (Hrsg.): Johannes Twaroch Lobhudelheft. Keine Festschrift. Mödling 2012. ISBN 978-3-902300-65-2
- In alten Legenden und bei Zeiten. Lyrische Texte über Götter und die Welt. Mödling 2012. ISBN 978-3-902300-73-7.
- VAK! Am Voralpenkreuz. Lyrische Ortungen. Mödling – Maria Enzersdorf 2013. ISBN 978-3-902300-80-5.
- Geliebte. Dichtung – durch die Jahreszeit. Maria Enzersdorf 2014. ISBN 978-3-902300-88-1.
- mit Klaus Gräbner (Hrsg.): Stefan Zweig: Nur die Lebendigen schaffen die Welt. Politische, kulturelle, soziohistorische Betrachtungen und Essays 1911–1940. Krems 2016. ISBN 978-3-903059-18-4.
- mit Klaus Gräbner (Hrsg.): Stefan Zweig: Erst wenn die Nacht fällt. Politische Essays und Reden 1932–1942. Unbekannte Texte. Krems 2016. ISBN 978-3-903059-10-8.
- mit Klaus Gräbner (Hrsg.): Stefan Zweig: Sternbilder. Sammlung verschollener Essays über deutschsprachige Klassiker. Von Bettina von Arnim über Friedrich Schiller bis Karl Marx. Krems 2017. ISBN 978-3-903059-65-8.
- Dürnstein ... kann sehr kalt sein. Kriminalnovelle. Krems 2019. ISBN 978-3-903059-00-9.
- mit Nadja Rösner-Krisch: Die Kunst à la Carte zu kochen. Traditionelle österreichische Küche mit Blick über den Tellerrand. Maria Enzersdorf 2022. ISBN 978-3-903059-88-7
- Ausgewählte Lyrik. Mit einem Vorwort von Christian Teissl. Wien: Podium 2025. ISBN 978-3-902886-93-4